# Коломбо, Франко
Фра́нко Коло́мбо (итал. Franco Columbu; 7 августа 1941, Оллолаи, Сардиния — 30 августа 2019, Ольбия, Сардиния) — итальянский бодибилдер, актёр и боксёр, двукратный обладатель титула «Мистер Олимпия» (1976, 1981).

## Биография

### Ранние годы
Франко Коломбо родился в 1941 году в Италии, на острове Сардиния в бедной семье. Всю свою юность он следил за стадом овец и редко бывал дома, часто ночевал в горах, добывал пищу в лесу, бегал по скалам, он привык к нагрузкам и закалил свой характер.
Итальянские мальчишки, пытаясь показать, кто сильнее, постоянно дрались, Франко же испытывал давление своего отца, запрещавшего драться и потому у него был особый «голод»; в молодости он стал заниматься боксом, когда он победил в любительском турнире, его пригласили в профессиональный бокс, он стал чемпионом Италии по боксу среди любителей.

### Карьера пауэрлифтера
Добившись для себя максимума в боксе, Франко решил, что бить людей — не его призвание. Решение оставить бокс было принято Франко Коломбо после одного боя, в результате которого его соперник получил тяжелейший нокаут и был на волоске от смерти. Потрясенный Франко Коломбо, переживая за жизнь и здоровье своего соперника, решил больше не выходить на ринг.
Оставив семье все заработанные деньги, с одной небольшой сумкой Коломбо уезжает на заработки в Западную Германию. Тренер по боксу показал ему преимущества тренировки с железом, и Франко решил развивать физическую силу. Работая в ресторанах, таксистом и охранником в барах, Франко тренируется в одном из двух тренажёрных клубов Мюнхена, где знакомится с Альбертом Бусеком — человеком, который впоследствии оказал сильное влияние на будущее не только Коломбо, но и Арнольда Шварценеггера. При подготовке к своему первому соревнованию по жиму лёжа Франко уронил штангу на рот из-за невнимательного страховщика, выбил передние зубы и порезал язык, однако через месяц на соревнованиях выиграл, выжав 150 килограммов.
В 1968 году он снова побеждает на чемпионате Италии и Европы по пауэрлифтингу. Быстро наращивая силу, Франко ставит рекорды мира во всех показателях для своего веса и соревнуется с силачами, на десятки килограммов тяжелее его, превосходя их в результатах.
Его наилучшие достижения составили в пауэрлифтинге при собственном весе 85 кг: жим штанги лежа — 238,35 кг, становая тяга — 340,5 кг, приседание со штангой — 297 кг.
В 1965 году Франко выступал на конкурсе «Мистер Европа» как член команды Мюнхена по пауэрлифтингу, в то же время там выступил Арнольд Шварценеггер как культурист-юниор. Арнольду пришлось для этого уйти в самоволку из армии в Штутгарте, где он в это время проходил службу. Они познакомились, и Арнольд сказал: «Хотел бы я иметь такую силу!». Франко, посмотрев на него, ответил: «Хотел бы я быть таким же здоровым!». Позже Арнольд переехал в Мюнхен работать в том же зале, где они стали тренировочными партнёрами и лучшими друзьями. Так Коломбо пришёл в бодибилдинг и стал выступать на соревнованиях.

### Карьера культуриста
Вслед за Шварценеггером Коломбо переезжает в Америку. Поступает в медицинский колледж, работает на стройках, продолжая совершенствоваться в спорте.
В бодибилдинге Коломбо продолжает добиваться успехов, он становится «Мистером Вселенная», а затем занимает второе место (после Шварценеггера) на конкурсе «Мистер Олимпия» в 1975 году.
После ухода с подиума Шварценеггера в 1976 году Франко Коломбо достигает заветной цели и становится «Мистером Олимпия». Через день, на соревнованиях «World’s Strongest Man», Франко серьёзно травмирует колено и выбывает из спорта на несколько лет.
Однако он вырабатывает специальную систему упражнений для восстановления колена после травмы и начинает выполнять приседания с лёгким весом. Примерно в это же время он получает диплом врача и занимается врачебной практикой.
В 1981 году он возвращается на подиум, и второй раз становится «Мистером Олимпия». После этого он завершает свою карьеру в бодибилдинге.

### Личная жизнь
Франко был дважды женат. Первой его женой стала Анита, доктор хиропрактики, с которой Франко встречался долгое время и которая взяла его фамилию. Они развелись через несколько лет, поскольку, со слов Франко, она очень хотела детей, а он из-за своей карьеры ещё не был готов стать отцом. В начале 1980-х он познакомился с Деборой Дрэйк (Deborah Drake), на которой женился и с которой прожил до самой смерти. 1 августа 1995 года, в возрасте 53 лет, Франко стал отцом; его единственная дочь, Мария, посвятила себя балету.

### Смерть
Франко Коломбо скончался 30 августа 2019 года, на 79-м году жизни. По предварительным данным — утонул во время купания. Первым об этом сообщил Арнольд Шварценеггер в соцсети Instagram.

## Титулы

### История выступлений
| Соревнование        | Место                              |
| ------------------- | ---------------------------------- |
| Мистер Олимпия 1981 | 1                                  |
| Мистер Олимпия 1976 | 1                                  |
| Мистер Олимпия 1976 | 1 в категории -200 lb (до 90,7 кг) |
| Мистер Олимпия 1975 | 1 в категории -200 lb (до 90,7 кг) |
| Мистер Олимпия 1974 | 1 в категории -200 lb (до 90,7 кг) |
| Мистер Олимпия 1973 | 2                                  |
| Мистер Олимпия 1972 | 5                                  |
| Мистер Юниверс 1970 | 1                                  |
| Мистер Юниверс 1970 | 1 в категории низкий рост          |
| Мистер Юниверс 1969 | 1 в категории низкий рост          |

### Франко Коломбо в статьях и книгах
- Принцип перегрузки /Франко Колумбо, Фундаментальный методический прием, основа тренинга/

### Карьера актёра
Благодаря своей дружбе с Арнольдом Шварценеггером Франко Коломбо часто получал эпизодические роли в кино. Впервые Франко появился на экране в фильме «Качая железо».
Затем последовали небольшие роли в таких фильмах, как «Конан-варвар», «Терминатор» и «Бегущий человек». Его единственная главная роль — Франко Армада Беретта в кинофильме 1994 года «Остров Беретта».
Франко Коломбо значится режиссёром фильма «Джек Слейтер IV» в картине «Последний киногерой».